# Jean-Jacques Castoldi
Jean-Jacques Castoldi (Ginevra, 11 novembre 1804 – Ginevra, 26 aprile 1871) è stato un avvocato, giudice e politico svizzero con cittadinanza italiana.

## Biografia
Figlio di Giuseppe Castoldi, commerciante milanese, e di Louise Michel. Studiò a Ginevra e Parigi, conseguendo il dottorato in diritto nel 1830. Avvocato, radicale moderato e oppositore di James Fazy, nel 1841 divenne membro dell'Association du Trois Mars. Sposò Jeanne Laillard, negoziante di merceria, figlia di Jean-Marc Laillard.
Indipendente dal 1853, fu municipale di Ginevra nel 1842-1843, nel 1848-1850, e nel 1851-1853). Fu deputato alla Costituente cantonale nel 1842, Granconsigliere del Canton Ginevra dal 1848 al 1871, membro del governo provvisorio dal 1846 al 1847 a capo del Dipartimento della giustizia, e infine Consigliere di Stato dal 1853 al 1855 a capo del Dipartimento di giustizia e polizia. Fu inoltre Consigliere nazionale dal 1848 al 1851, giudice del Tribunale federale dal 1852 al 1857 e della Corte di cassazione di Ginevra dal 1852 al 1869. Nel 1847 rifiutò la nomina a professore di diritto penale e, nel 1849, quella a professore di diritto romano e di storia del diritto.